# Turdina becuda de Naung Mung
La turdina becuda de Naung Mung (Napothera naungmungensis) o (Jabouilleia naungmungensis) és una espècie d'ocell de la família dels pel·lornèids (Pellorneidae). Descobert l'any 2004 habita a la selva humida de les muntanyes septentrionals de Myanmar. Fou descrit l'any 2005 pels naturalistes Rappole, Renner, Shwe y Sweet, basant-se principalment en les diferències acústiques i morfològiques del seu parent més conegut, el J. danjoui del Vietnam. Aquests investigadors van proporcionar principalment dades sobre el comportament i la biologia en general de la nova espècie.
L'any 2007 Collar i Robson van considerar aquest ocell com una subespècie, tal com consta al seu Manual de les aus del món.